# Mohlsdorf-Teichwolframsdorf
Mohlsdorf-Teichwolframsdorf 2012 január 1-én Mohlsdorf und Teichwolframsdorf településekből létrehozott közös önkormányzatú település. Németországban, azon belül Türingiában. Lakosainak száma 4529 fő (2023. december 31.). .

## Népesség
A település népességének változása:
| Lakosok száma | 4847 | 4809 | 4682 | 4618 | 4529 |
|               | 2017 | 2019 | 2021 | 2022 | 2023 |